# 奧克內
47°32′20″N 29°27′42″E / 47.53889°N 29.46167°E

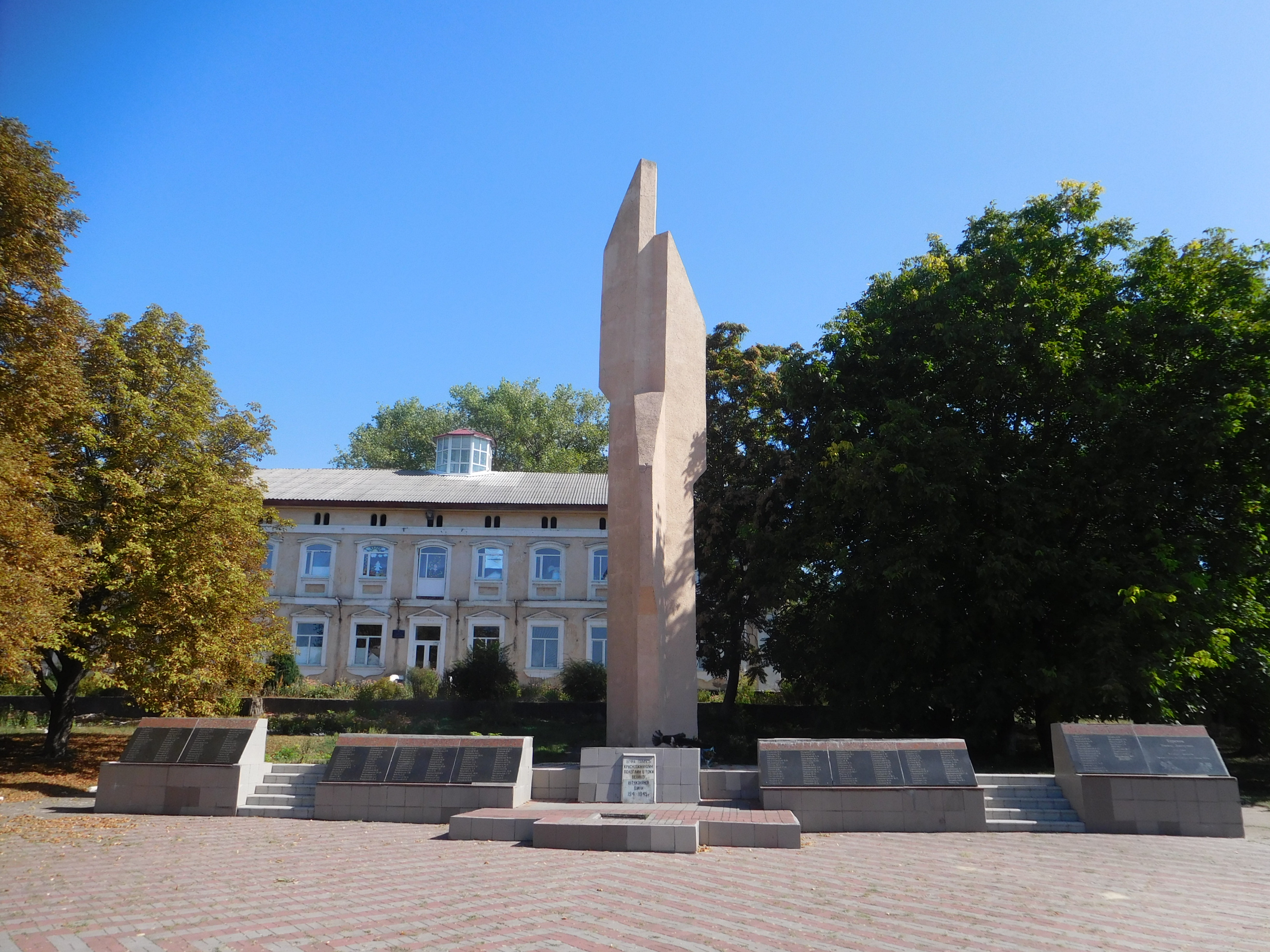
二战纪念碑

奧克内（羅馬化：Okny；1919年至2016年5月名为红奥克内）是烏克蘭西南部敖德薩州波迪利斯克区奥克内市镇的鎮及其行政中心。亦曾是原奧克內區的行政中心。始建於1771年，面積6.96平方公里，2021年人口数量为5,145人。

## 備註
1. ↑  烏克蘭語：